# 尼子忠蔵
尼子 忠蔵（あまこ ちゅうぞう、1861年4月16日（文久元年3月7日） - 没年不明）は、日本の政治家（広島市会議員）、商人（醤油商）、醤油醸造家、実業家。第六十六銀行、尾道貯蓄銀行各取締役。（旧）広島銀行、中国紡績各監査役。広島桟橋監査役、同取締役。族籍は広島県平民。

## 人物
広島県平民・尼子英次郎の長男。家は代々醤油醸造を業とし、「茶屋」と称する。漢学を学び、後に普通教育を受けた。商業に従事した。1881年、家督を相続した。銀行、会社の重役であった。第六十六銀行取締役兼広島支店長を務めた。
広島市胡町・恵美須神社の境内は、もと32坪2合9勺だったが、1909年6月、忠蔵が付近の地積42坪6合2勺を寄付したので74坪9合1勺となった。嗜好は煙草、酒。住所は広島市胡町。

## 家族・親族
尼子家
- 父・英次郎（広島平民）[12]
- 弟
  - 大吉（1873年 - ?、広島、保田八十吉の養子）
  - 奝吉[15]（1878年 - ?、保田八十吉の四女である妻・せい及びその子と共に分家[1]、住所は広島市京橋町[15]）
- 妹
  - サヲ（1868年 - ?、愛媛、三浦與惣治の弟・雄蔵の妻）[12]
  - エミ（1870年 - ?、山口士族、神田友二の妻）[12]
  - スミ（1876年 - ?、広島、松井亮吉の妻）[12]
- 妻・シゲ（1865年 - ?、広島、岩室正三郎の長女）[12][13]
- 長男・勝吉（1884年 - ?、広島県多額納税者、醤油商[4]、醤油醸造業[16]、県醤油同業組合長[16]）
  - 同妻・モト（1890年 - ?、広島、橋本吉兵衛の二女）[12][13]
  - 同長男・清松（1911年 - ?）[13]
- 二男・吉松（1898年 - ?、山口士族、神田友二の養子・ヤスの婿養子）[12]
- 三男・三郎（1900年 - ?）[13]
- 二女・クニ（1889年 - ?、山口、神田純一の妻）[12]
- 三女・フサ（1893年 - ?、広島、平島榮之助の孫・加一の妻）[12]
- 四女・タカ（1895年 - ?、愛媛、三浦繁夫の妻）[12]
- 五女・イサ（1901年 - ?）[7]
- 六女・里知（1904年 - ?）[7]
- 孫[13]

親戚
- 保田八十吉（広島県多額納税者、縄屋、醤油醸造業、旧広島銀行頭取[9]）
- 松井亮吉（広島県多額納税者、平野屋、酒造業）